# برایان جاب
برایان جاب (به انگلیسی: Brian Job) (زادهٔ ۲۹ نوامبر ۱۹۵۱ - درگذشته ۱۴ اوت ۲۰۱۹) شناگر اهل ایالات متحده آمریکا بود.